# Tony Levin (bassist)
Anthony Frederick (Tony) Levin (Boston, 6 juni 1946) is een belangrijke en invloedrijke Amerikaanse bassist. Hij heeft onder meer gespeeld bij Peter Gabriel, King Crimson, Yes, Liquid Tension Experiment, Bozzio Levin Stevens, Pink Floyd, John Lennon, Dire Straits, Joan Armatrading, Alice Cooper, Seal, David Bowie, Pandora's Box, Carly Simon, California Guitar Trio, Sarah McLachlan, Kevin Max, Paul Simon, Andy Summers en Lou Reed.
Levin staat bekend om zijn innovatieve geest en is medeverantwoordelijk voor de popularisering van de Chapman Stick en de Steinberger contrabas. Hij ontwikkelde ook de Funk Fingers, waarmee het geluid van drumstokken die op snaren trommelen kan worden nagebootst.
Hij is waarschijnlijk het meest beroemd wegens de baspartij op Peter Gabriels Sledgehammer (1986), maar de meeste fans zullen zijn werk voor King Crimson als zijn beste werk beschouwen. Naast zijn werk als begeleider in samenwerkingsverbanden, heeft hij verschillende soloalbums gemaakt (Waters of Eden, Pieces of the Sun), en een live album met de Tony Levin Band.
Levins broer Pete Levin is een toetsenist uit New York en een schrijver, die het meest bekend is geworden door zijn werk met Gil Evans. In de jaren zeventig werkten de broers met drummer Steve Gadd samen in de comedy band The Clams. Levin dreigt nog altijd wat materiaal uit die tijd openbaar te maken.

## Biografie
Levin groeide op in Brookline, een voorstad van Boston, en begon contrabas te spelen toen hij tien jaar oud was. Tijdens de middelbare school speelde hij ook tuba en begon hij een barbershopkwartet. Hij speelde vooral klassieke muziek op contrabas en mocht een keer met een jeugdorkest op het Witte Huis optreden voor John en Jackie Kennedy.
Hij volgde de Eastman School of Music in Rochester (New York) en speelde in het Rochester Philharmonic. Steve Gadd, die op dezelfde school zat, liet Levin kennismaken met het spelen van jazz en rock op een hoger niveau. Levin ruilde zijn Ampeg Baby Bass in voor een oude Fender Precision Bass die sindsdien jarenlang zijn enige instrument is geweest.
In 1970 verhuisde Levin naar New York waar hij met Don Preston (later The Mothers of Invention) in een band zat die Aha, the Attack of the Green Slime Beast heette. Kort daarop begon hij te werken als sessiemuzikant. Gedurende de jaren zeventig speelde hij op veel albums mee. Aan het eind van de jaren zeventig wilde hij meer live optreden en werd hij lid van de band van Peter Gabriel. Hij had Gabriel ontmoet via producer Bob Ezrin met wie Levin Alice Coopers Welcome to My Nightmare en Lou Reeds Berlin had opgenomen. Sindsdien heeft Levin zowel live als in de studio met Gabriel gewerkt. Op Gabriels eerste album speelt hij niet alleen basgitaar maar ook tuba, en dirigeerde hij een korte barbershopkwartet-versie van een song.
In deze periode met Gabriel begon Levin de Chapman Stick te bespelen. De song Big Time, van Gabriels So album (1986), zou later leiden tot de ontwikkeling van de Funk Fingers; ingekorte drumstokken die aan de wijs- en middelvinger worden vastgemaakt zodat een bassist op de bassnaren kan trommelen. Levin geeft Gabriel de eer voor het bedenken ervan en Andy Moore, zijn toenmalige technicus, voor het maken van een bruikbare uitvoering.
In 1978 verhuisde Levin naar Woodstock (New York), waar hij lid werd van de band L'Image waarvan ook zijn oude vriend Steve Gadd en Mike Mainieri en Warren Bernhardt deel uitmaakten. De groep viel na een jaar uit elkaar, maar Levin bleef in Woodstock wonen. Hij woont er nog steeds.

## King Crimson
Tijdens de opnamen van Peter Gabriels eerste album ontmoette Levin Robert Fripp en nadat hij in 1980 op diens soloalbum Exposure had meegespeeld werd hij lid van de jaren tachtig-versie van King Crimson. Hij bleef dat tot de "Double Trio" bezetting, bestaande uit Levin, Fripp, Adrian Belew, Trey Gunn, Pat Mastelotto en Bill Bruford uit elkaar viel.
Levin maakte daarna deel uit van twee experimentele projecten: ProjeKct One (1997) en ProjeKct Four (1998). Toen Fripp vervolgens King Crimson weer als kwartet formeerde, ditmaal zonder Levin en Bruford, richtte dit duo de groep Bruford Levin Upper Extremities op, met trompettist Chris Botti en gitarist David Torn. De groep bracht twee albums uit, in 1998 en 2000. Levin bracht daarnaast ook soloalbums uit (zie discografie).
In 1998 maakte Levin deel uit van Liquid Tension Experiment, een nevenproject van Dream Theater. De groep nam twee albums op, Liquid Tension Experiment (1998) en Liquid Tension Experiment 2 (1999), en trad op in New York, Philadelphia en Los Angeles. In 2008 zijn er weer optredens gepland voor 'LTE'.

In 2004 nam Levin bij King Crimson de plaats in van Gunn; hij is sindsdien Crimson-lid gebleven.
Eind jaren negentig kwamen twee albums uit met het trio Bozzio Levin & Stevens: Black Light Syndrome en Situation Dangerous.
In de loop van de tijd is Levin met nogal wat artiesten op tournee geweest, onder wie: Paul Simon (met wie hij te zien was in Simons film "One Trick Pony" uit 1980), Gary Burton, James Taylor, Herbie Mann, Goro Noguchi, Judy Collins, Joe Yamanaka, Carly Simon, Peter Frampton, Anderson Bruford Wakeman Howe, Tim Finn, Richie Sambora, en Claudio Baglioni.
In 1984 bracht hij "Road Photos" uit, een collectie zwart-witfoto's die hij tijdens zijn tournees met King Crimson, Gabriel, Simon en anderen had genomen.

## Discografie
- World Diary (1996)
- Waters of Eden (2000)
- Pieces of the Sun (2001)
- Double Espresso (2002)
- Resonator (2006)
- Stick Man (2007)